# STS-7
STS-7 (Space Transportation System-7) var Challengers anden rumfærge-mission.
Opsendt 18. juni 1983 og vendte tilbage den 24. juni 1983.
På missionen blev 2 kommunikationssatellitter Anik C-2 for Canada og Palapa B-l for Indonesien sat i kredsløb. Ved missionens start blev Shuttle Pallet Satellite (SPAS-01), for Tyskland, sat ud ved hjælp af rumfærgens robot-arm, ved missionens afslutning blev satellitten hentet om bord på rumfærgen igen.
Det var den første amerikanske rumfærge-mission med en kvindelig astronaut.
Hovedartikler:

## Missionen
Norman Thagard der udover at være astronaut også var læge, undersøgte rumsyge som astronauterne ofte led af i de første faser af flyvningen. Astronauter bliver udsat for store ændringer i både tyngdekraft (G) og tryk der kan blandt andet kan medføre trykfaldssyge.
Missionen medbragte 7 beholdere med forskellige eksperimenter, et af disse skulle undersøge myreres sociale adfærd i vægtløs tilstand.
10 andre eksperimenter var medbragt i SPAS-01 der skulle undersøge udformning af metallegeringer i vægtløs tilstand og forsøg med følere til fjernovervågning.
- Robot-armen har fat i SPAS-1
- Nedfald af skumplast har lavet en mindre skade.
- Billede af Challenger fra SPAS-01.

Andre eksperimenter (nyttelast).
- Terrestrial Applications-2 (OSTA-2).
- Continuous Flow Electrophoresis System (CFES).
- Monodisperse Latex Reactor (MLR).
- Student Involvement (SSIP) eksperiment.

Rumfærgens Ku-bånds antenne sendte for første gang data til en terminal på Jorden via Tracking and Data Relay Satellite systemet.
Et stykke skumplast, der var faldet ned under opsendelsen, havde lavet en mindre skade på rumfærgen. Det var første gang man observerede nedfalden skumplast ved en opsendelse, på en senere mission STS-107 fik nedfald af skumplast katastrofale følger for rumfærgen Columbia.

### Besætning
- Robert Crippen (kaptajn)
- Frederick Hauck (pilot)
- John Fabian (missionsspecialist)
- Sally Ride (missionsspecialist)
- Norman Thagard (missionsspecialist)